# الفيلق الإسلامي
الفيلق الإسلامي (بالعربية الفيلق الإسلامي al-Faylaq ul-'Islāmiyyu) (أي الفيلق الإسلامي العربي) كان عبارة عن قوات شبه عسكرية تضم جميع العرب برعاية ليبيا، ولقد تشكل الفيلق عام 1972. ولقد كان هذا الفيلق جزءًا من حلم معمر القذافي بإنشاء دولة الساحل الإسلامية الكبرى.

## النشأة
لم يكن القذافي، الذي تسلم مقاليد الحكم في شهر سبتمير من عام 1969، مجرد مؤيد لـ الوحدة العربية، ولكنه كان يؤمن أيضًا بـ التفوق الثقافي العربي. فلقد كانت كراهيته لحكومة تشاد برئاسة الرئيس فرانسوا تومبالباي قائمة من ناحية على كون تومبالباي ينتمي إلى أصول إفريقية ومسيحية. كما أدت أفكاره هذه إلى طرد مجموعة التبو الليبية من فزان حتى الحدود التشادية، حيث كانوا يعتبرون «زنوجًا». ولقد دعم القذافي الحكومة السودانية للرئيس جعفر النميري، فقد كان يشير إليها بـ «الحركة الثورية القومية العربية» حتى إنه عرض عليها أن يتم توحيد البلدين في لقاء عقد في نهاية عام 1971. ولكن تحطمت خطط القذافي لتشكيل «الاتحاد العربي» سلميًا عندما رفض النميري عرضه وتفاوض على اتفاقية أديس أباب لينهي الحرب الأهلية السودانية الأولى، التي كانت تدور رحاها ضد الجنوبالأسود الإحيائي المسيحي. فلقد كان تعريف القذافي لـ «العرب» تعريفًا شاملاً يضم الطوارق في مالي والنيجر، وكذلك الزغاوة في تشاد والسودان.
قام القذافي عام 1972 بإنشاء الفيلق الإسلامي كأداة لتوحيد المنطقة وجعلها عربية. وكان على قمة أولويات الفيلق تشاد ثم السودان. فلقد دعم القذافي في دارفور - إقليم يقع غرب السودان - إنشاء التجمع العربي، الذي كان حسب وصف جيرارد برونير «منظمة عربية عنصرية مقاتلة تقوم بتأكيد الشخصية» العربية«للإقليم.» ولقد كان أعضاء المنظمتين مشتركين وكان مصدر الدعم واحدًا حتى بات من الصعب التمييز بينهما.

## الفيلق
كان الفيلق الإسلامي يتكون في معظمه من المهاجرين من دول الساحل الفقيرة، ولكنه وفقًا لأحد المصادر كان يضم أيضًا الآلاف من الباكستانيين وبعض البنجلاديشيين الذين تم تجنيدهم منذ عام 1981 مقابل وعود كاذبة بالحصول على وظائف مدنية بمجرد الرجوع إلى ليبيا. ولكن عمومًا كان أعضاء الفيلق من المهاجرين الذين ذهبوا إلى ليبيا ولم تكن لديهم أدنى فكرة عن القتال في الحروب، ولكن تم تدريبهم تدريبات عسكرية غير مناسبة وكانوا لا يشعرون بالالتزام تجاه تلك الحرب. ولقد تحدث صحفي فرنسي، عن قوات الفيلق في تشاد، ولاحظ أنهم كانوا من "الأجانب العرب أو الأفارقة، مرتزقة رغم أنفهم بائسون أتوا إلي ليبيا على أمل الحصول على وظيفة مدنية، ولكنهم وجدوا أنفسهم مجبرين على الذهاب والقتال في صحراء مجهولة بالنسبة لهم.”
بحسب تقريرالتوازن العسكري الذي نشره المعهد الدولي للدراسات الإستراتيجية، كانت القوات مقسمة إلى قوة مدرعة ووحدة مشاة وكتيبة مظلات/صاعقة واحدة. ولقد تم تزويدهم بدبابات تي 54 وتي 55 وحاملات أفراد مدرعة وعربات مصفحة أي أي 9. ولقد سجلت التقارير أن الفيلق اشترك في القتال في تشاد عام 1980 ولقد امتدح القذافي نجاحهم هناك. ولكن يعتقد أن العديد من القوات التي فرت من الهجمات التشادية في شهر مارس من عام 1987 كانوا من أعضاء الفيلق.
لقد أرسل القذافي محاربي الفيلق إلى أوغندا وفلسطين ولبنان وسوريا، ولكن أكثر ارتباط الفيلق كان بـ الصراع التشادي الليبي، ففي عام 1980 شارك 7.000 من محاربي الفيلق في معركة إنجمينا الثانية، حيث كان أكثر ما يثير الانتباه في سجل الصراع هو حالة اللامبالاة. ويقال أن نظام بنين الماركسي قد أمد تلك القوة بالمحاربين أثناء هجوم عام 1983 في تشاد. ومع بداية الاعتداء الليبي على تشاد عام 1987، احتفظ الفيلق بقوة قوامها ألفا محارب في دارفور. لكن الغارات المستمرة تقريبًا عبر الحدود ساهمت إسهامًا كبيرًا في حدوث صراع عرقي منفصل داخل دارفور أودى بحياة ما يقرب من 9 آلاف شخص ما بين عامي 1985 و1988.
لقد قام القذافي بحل الفيلق عقب هزيمته في تشاد عام 1987 وانسحاب ليبيا منها. ولكن لا زال من الممكن اقتفاء أثره في تلك المنطقة. ويقال أن بعض قادة الجنجاويد كانوا بين من تدربوا في ليبيا، حيث كان العديد من سكان دارفور من أنصار حزب الأمة مجبرين على النفي من بلادهم في السبعينيات والثمانينيات من القرن العشرين.
لقد خلف الفيلق تأثيرًا كبيرًا على الطوارق الذين يعيشون في مالي والنيجر. فلقد جعلت سلسلة القحط الشديد العديد من شباب الطوارق يهاجرون إلي ليبيا حيث تم تجنيد عدد منهم في الفيلق، ولقد غُرست في أذهانهم فكرة الرؤساء بالوراثة ومحاربة الحكومات التي تستثني الطوارق من الحكم. وبعد حل الفيلق، عاد هؤلا الرجال إلى بلادهم ليلعبوا دورًا مهمًا في حركات تمرد الطوارق التي اندلعت في الدولتين عام 1989&ndash;90.

## عواقب الفيلق الإسلامي
في محاولة لتنفيذ رؤية القذافي لإنشاء قوة عسكرية عربية موحدة، كان يتم من وقت لآخر إعلان خطط عن إنشاء فيلق عربي. وكان هدف تلك الخطط، بحسب ما أوردته الصحافة الليبية، هو حشد جيش يضم مليون رجل وامرأة لإعدادهم لمعركة العرب الكبرى - «معركة تحرير فلسطين والإطاحة بالنظم الرجعية وإلغاء الحدود والبوابات والسدود بين الدول العربية وإنشاء جماهيرية عربية واحدة من المحيط إلى الخليج.» وفي شهر مارس من عام 1985، تم إعلان تشكيل القيادة الوطنية للقوات الثورية في الأمة العربية بقيادة القذافي. ولقد تم تمثيل عدد من الجماعات الأصولية الصغيرة من لبنان وتونس والسودان والعراق ودول الخليج العربي والأردن في اللقاء الافتتاحي. كما كان حاضرًا حزب البعث السوري والفصائل الفلسطينية الأصولية. وكان من المتوقع لتلك الحركات أن تقدم 10 في المائة من قواتها للخدمة تحت القيادة الجديدة. ومنذ شهر إبريل من عام 1987، لم تتوفر أية معلومات تؤكد وجود هذه القوات المسلحة.